# Mascarenobrium nigricollis
Mascarenobrium nigricollis är en skalbaggsart som beskrevs av Auguste Vinson 1963. Mascarenobrium nigricollis ingår i släktet Mascarenobrium och familjen långhorningar. Inga underarter finns listade i Catalogue of Life.